# Saison 7 de Grey's Anatomy
Chronologie
Saison 6 Saison 8
La saison 7 de la série télévisée Grey's Anatomy débute en septembre 2010 et s'achève en mai 2011 sur le réseau américain ABC, avec un total de 22 épisodes.

## Intrigues
Trois mois se sont écoulés depuis la fusillade qui a touché l’hôpital, et les médecins de Seattle Grace Hospital tentent de retrouver une vie normale. Mais les séquelles physiques et émotionnelles laissées par ce drame pourraient bien avoir de lourdes conséquences sur la vie de nos médecins.

## Distribution

### Acteurs principaux
- Ellen Pompeo (VF : Céline Mauge) : Dr Meredith Shepherd (22/22)
- Sandra Oh (VF : Yumi Fujimori) : Dr Cristina Hunt (22/22)
- Justin Chambers (VF : Sébastien Desjours) : Dr Alex Karev (22/22)
- Chandra Wilson (VF : Zaïra Benbadis) : Dr Miranda Bailey (22/22)
- James Pickens, Jr. (VF : Said Amadis) : Dr Richard Webber (22/22)
- Sara Ramirez (VF : Edwige Lemoine) : Dr Callie Torres (22/22)
- Eric Dane (VF : Renaud Marx) : Dr Mark Sloan (22/22)
- Chyler Leigh (VF : Véronique Desmadryl) : Dr Lexie Grey (22/22)
- Kevin McKidd (VF : Alexis Victor) : Dr Owen Hunt (22/22)
- Jessica Capshaw (VF : Véronique Alycia) : Dr Arizona Robbins (20/22)
- Kim Raver (VF : Juliette Degenne) : Dr Teddy Altman (22/22)
- Sarah Drew (VF : Sophie Froissard) : Dr April Kepner[1] (22/22)
- Jesse Williams(VF : Geoffrey Vigier) : Dr Jackson Avery[2] (22/22)
- Patrick Dempsey (VF : Damien Boisseau) : Dr Derek Shepherd (22/22)

### Acteurs récurrents
- Scott Foley (VF : Mathias Kozlowski) : Henry Burton[3] (9 épisodes)
- Rachael Taylor (VF : Hélène Bizot) : Dr Lucy Fields[4] (8 épisodes)
- James Tupper (VF : Éric Aubrahn) : Dr Andrew Perkins[5] (7 épisodes)
- Peter MacNicol (VF : Denis Boileau) : Dr Robert Stark (7 épisodes)
- Daniel Sunjata (VF : Tanguy Goasdoué) : Infirmier Eli (6 épisodes)

### Invités
- Jason George (VF : Denis Laustriat) : Dr Ben Warren (épisode 1)
- Caterina Scorsone (VF : Élisabeth Ventura) : Dr Amelia Shepherd (épisode 3)
- Frances Conroy : Eleanor Davis (épisode 4)
- Mandy Moore (VF : Chantal Macé) : Mary Portman (épisodes 6 et 7)
- Kate Walsh (VF : Anne Deleuze) : Dr Addison Montgomery (épisode 18)
- Jela K. Moore : Zola Grey Shepherd, fille adoptive de Meredith et Derek (épisode 22)

## Épisodes
Les titres français des épisodes sont ceux de leur diffusion sur ITunes.

### Épisode 1:Renaissances
- États-Unis /  Canada : 23 septembre 2010 sur ABC[6] / CTV[7]
- Belgique : 19 mars 2011 sur RTL TVI
- Suisse : 23 juin 2011 sur TSR1[8]
- Québec : 24 septembre 2011 sur Radio-Canada[9]
- France : 4 janvier 2012 sur TF1

- États-Unis : 14,32 millions de téléspectateurs[10]
- Canada : 2,528 millions de téléspectateurs[11]
- France : 7,24 millions de téléspectateurs

- James Tupper (Docteur Andrew Perkins)
- Jason George (Ben)
- Debra Mooney (Mrs. Hunt)
- Judy Prescott (Donna)
- Matthew Fahey (Greg)

La fin de l'épisode est marquée par le mariage de Cristina et Owen, auquel Derek (bien que témoin d'Owen) ne peut assister car ayant une fois de plus fini au commissariat, Meredith, agacée, décide de l'y laisser le temps du mariage, qui a lieu chez elle.

### Épisode 2:Traitements de choc
- États-Unis /  Canada : 30 septembre 2010 sur ABC / CTV
- Belgique : 19 mars 2011 sur RTL TVI
- Suisse : 23 juin 2011 sur TSR1
- Québec : 1er octobre 2011 sur Radio-Canada
- France : 4 janvier 2012 sur TF1

- États-Unis : 12,53 millions de téléspectateurs[12] (première diffusion)
- Canada : 2,672 millions de téléspectateurs[13] (première diffusion)
- France : 6,8 millions de téléspectateurs

- James Tupper (Docteur Andrew Perkins)
- Ashley Crow (Linda)
- John Walcutt (Paul)
- Camille Chen (Kerry)
- Walter Pérez (Russ)
- Chuck Hittinger (Mitch)
- Eric James Ramey (Warren)

### Épisode 3:Des êtres étranges
- États-Unis /  Canada : 7 octobre 2010 sur ABC / CTV
- Belgique : 26 mars 2011 sur RTL TVI
- Suisse : 23 juin 2011 sur TSR1
- Québec : 8 octobre 2011 sur Radio-Canada
- France : 4 janvier 2012 sur TF1

- États-Unis : 12,75 millions de téléspectateurs[14] (première diffusion)
- Canada : 2,069 millions de téléspectateurs[15] (première diffusion)
- France : 6,4 millions de téléspectateurs

- Caterina Scorsone (Amelia Shepherd)
- James Tupper (Andrew Perkins)
- Dana Davis (Gretchen)
- Art Chudabala (Jerry)
- Omar Gooding (Danny)
- Jolene Kim (Tess)
- Sean Carrigan (Todd)
- Arlene Santana (nurse)

- Première apparition d'Amelia Shepherd (Caterina Scorsone).
- Le titre "Superfreak" est une chanson de Rick James sortie en 1981.

### Épisode 4:En milieu hostile
- États-Unis /  Canada : 14 octobre 2010 sur ABC / CTV
- Belgique : 26 mars 2011 sur RTL TVI
- Suisse : 30 juin 2011 sur TSR1[16]
- Québec : 15 octobre 2011 sur Radio-Canada
- France : 11 janvier 2012 sur TF1

- États-Unis : 12,11 millions de téléspectateurs[17] (première diffusion)
- Canada : 2,353 millions de téléspectateurs[18] (première diffusion)
- France : 6,7 millions de téléspectateurs

- Frances Conroy (Eleanor)
- Diane Farr (Lila)
- Nathan Halliday (Jake Fisher)
- Jon Curry (Fred Fisher)
- Kate Martin (Vickie Fisher)
- Christian Clemenson (Ivan Fink)
- Stacey Miller (Kimmy)
- Jackie Houston (realtor)
- Jennifer Say Gan (Dr Keating)
- Linda Klein (Scrub Nurse Linda)

### Épisode 5:Comme des grands
- États-Unis /  Canada : 21 octobre 2010 sur ABC / CTV
- Belgique : 2 avril 2011 sur RTL TVI
- Suisse : 30 juin 2011 sur TSR1[16]
- Québec : 22 octobre 2011 sur Radio-Canada
- France : 11 janvier 2012 sur TF1

- États-Unis : 10,97 millions de téléspectateurs[19] (première diffusion)
- Canada : 2,392 millions de téléspectateurs[20] (première diffusion)
- France : 6,5 millions de téléspectateurs

- Ron Perkins (Roy)
- Candice Patton (Meg)
- Randee Heller (Joanne)
- Deborah Strang (Ellie)
- Charlie Koznick (Trey)
- Susan Slome (Mindy)
- Jarrod Bailey (Seth)

### Épisode 6:En immersion
- États-Unis /  Canada : 28 octobre 2010 sur ABC / CTV
- Belgique : 2 avril 2011 sur RTL TVI
- Suisse : 30 juin 2011 sur TSR1[16]
- Québec : 29 octobre 2011 sur Radio-Canada
- France : 11 janvier 2012 sur TF1

- États-Unis : 10,79 millions de téléspectateurs[21] (première diffusion)
- Canada : 2,35 millions de téléspectateurs[22] (première diffusion)
- France : 5,5 millions de téléspectateurs

- Mandy Moore (Mary)
- Ryan Devlin (Bill)
- Paola Andino (Lily)
- Vanessa Martinez (Gretchen)
- Audrey Wasilewski (Nicole)
- Amanda Foreman (Nora)
- John Lacy (Zack)
- Crystal Kwon (Nurse)
- Linda Klein (Scrub Nurse Linda)

### Épisode 7:Questions-réponses
- États-Unis /  Canada : 4 novembre 2010 sur ABC / CTV
- Belgique : 9 avril 2011 sur RTL TVI
- Suisse : 7 juillet 2011 sur TSR1
- Québec : 5 novembre 2011 sur Radio-Canada
- France : 18 janvier 2012 sur TF1

- États-Unis : 11,92 millions de téléspectateurs[23] (première diffusion)
- Canada : 2,672 millions de téléspectateurs[24] (première diffusion)
- France : 7,1 millions de téléspectateurs

- Amber Benson (Corrine)
- Ron Perkins (Roy)
- Mandy Moore (Mary)
- Ryan Devlin (Bill)
- Leith Burke (Dr McQueen)
- Melinda Page Hamilton (Dr Jennifer Stanley)
- Mark Saul (Resident Steve)
- Alixandree Antoine (CCU Nurse)
- Wynn Everett (en) (Christy)
- Arlene Santana (nurse)
- Linda Klein (Scrub Nurse Linda)

Jessica Capshaw (Arizona Robbins) quitte la série pour deux épisodes, le temps de son congé maternité pour son deuxième enfant.

### Épisode 8:La pression monte
- États-Unis /  Canada : 11 novembre 2010 sur ABC / CTV
- Belgique : 9 avril 2011 sur RTL TVI
- Suisse : 7 juillet 2011 sur TSR1
- Québec : 12 novembre 2011 sur Radio-Canada
- France : 18 janvier 2012 sur TF1

- États-Unis : 11,13 millions de téléspectateurs[25] (première diffusion)
- Canada : 2,657 millions de téléspectateurs[26] (première diffusion)
- France : 6,9 millions de téléspectateurs

- Peter MacNicol (Dr Robert Stark)
- Allan Louis (Ronald Lace)
- Omid Abtahi (Aasif)

### Épisode 9:Garde de nuit
- États-Unis /  Canada : 18 novembre 2010 sur ABC / CTV
- Belgique : 16 avril 2011 sur RTL TVI
- Suisse : 14 juillet 2011 sur TSR1
- Québec : 19 novembre 2011 sur Radio-Canada
- France : 18 janvier 2012 sur TF1

- États-Unis : 11,46 millions de téléspectateurs[27] (première diffusion)
- Canada : 2,599 millions de téléspectateurs[28] (première diffusion)
- France : 6,2 millions de téléspectateurs

- Peter MacNicol (Dr Robert Stark)

Lors de la scène où Meredith et les autres sont dans la voiture, au début de l'épisode, une erreur de tournage s'est glissée : April change de place avec Avery suivant le plan. (Cette "erreur" n'en est pas une : l'impression vient du fait que Meredith les observe dans son rétroviseur, donc l'image est inversée).

### Épisode 10:Phase critique
- États-Unis /  Canada : 2 décembre 2010 sur ABC / CTV
- Belgique : 16 avril 2011 sur RTL TVI
- Suisse : 14 juillet 2011 sur TSR1
- Québec : 26 novembre 2011 sur Radio-Canada
- France : 25 janvier 2012 sur TF1

- États-Unis : 11,02 millions de téléspectateurs[29] (première diffusion)
- Canada : 2,302 millions de téléspectateurs[30] (première diffusion)
- France : 6,77 millions de téléspectateurs

- Scott Foley (Henry Burton)

### Épisode 11:Tous des patients…
- États-Unis /  Canada : 6 janvier 2011 sur ABC / CTV
- Belgique : 23 avril 2011 sur RTL TVI
- Suisse : 21 juillet 2011 sur TSR1
- Québec : 3 décembre 2011 sur Radio-Canada
- France : 25 janvier 2012 sur TF1

- États-Unis : 11,64 millions de téléspectateurs[31] (première diffusion)
- Canada : 2,523 millions de téléspectateurs[32] (première diffusion)
- France : 6,7 millions de téléspectateurs

- Scott Foley (Henry Burton)
- Peter MacNicol (Dr Robert Stark)
- Tom Irwin (Marty Hancock)

### Épisode 12:Des bases saines
- États-Unis /  Canada : 13 janvier 2011 sur ABC / CTV
- Belgique : 23 avril 2011 sur RTL TVI
- Suisse : 21 juillet 2011 sur TSR1
- Québec : 10 décembre 2011 sur Radio-Canada[9]
- France : 25 janvier 2012 sur TF1

- États-Unis : 12,15 millions de téléspectateurs[33] (première diffusion)
- Canada : 2,47 millions de téléspectateurs[34] (première diffusion)
- France : 6,2 millions de téléspectateurs

- Scott Foley (Henry Burton)
- Amber Stevens (Laurel Pinson)

### Épisode 13:Ne me quitte pas
- États-Unis /  Canada : 3 février 2011 sur ABC / CTV
- Suisse : 28 juillet 2011 sur TSR1
- Belgique : 3 septembre 2011 sur RTL TVI
- Québec : 7 janvier 2012 sur Radio-Canada[9]
- France : 1er février 2012 sur TF1

- États-Unis : 11,18 millions de téléspectateurs[35] (première diffusion)
- Canada : 2,342 millions de téléspectateurs[36] (première diffusion)
- France : 6,6 millions de téléspectateurs

- Rachael Taylor (Dr Lucy Fields)
- Frank Kopyc (John Driscoll)
- Harrison Page (Daniel Cobb)
- L. Scott Caldwell (Allison Cobb)
- Angela Paton (Martha)
- Evans Brown (Orderly)
- Hugh Holub (Ben)
- Payton Silver (Dr Knox)
- Carolyn Power (Victoria)
- Linda Klein (Scrub Nurse Linda)

Le titre d'épisode en VF est le même que celui du dernier épisode de la saison 5.

### Épisode 14:Le Choix de Sophie
- États-Unis /  Canada : 10 février 2011 sur ABC / CTV
- Suisse : 28 juillet 2011 sur TSR1
- Belgique : 3 septembre 2011 sur RTL TVI
- Québec : 14 janvier 2012 sur Radio-Canada
- France : 1er février 2012 sur TF1

- États-Unis : 10,47 millions de téléspectateurs[37] (première diffusion)
- Canada : 2,202 millions de téléspectateurs[38] (première diffusion)
- France : 6,4 millions de téléspectateurs

### Épisode 15:3600 secondes
- États-Unis /  Canada : 17 février 2011 sur ABC / CTV
- Suisse : 4 août 2011 sur TSR1
- Belgique : 10 septembre 2011 sur RTL TVI
- Québec : 21 janvier 2012 sur Radio-Canada
- France : 1er février 2012 sur TF1

- États-Unis : 10,24 millions de téléspectateurs[39] (première diffusion)
- Canada : 2,537 millions de téléspectateurs[40] (première diffusion)
- France : 5,7 millions de téléspectateurs

- Scott Foley (Henry)
- Rachael Taylor (Dr Lucy Fields)
- Daniel Sunjata (Eli)
- Loretta Devine (Adele)
- Moe Irvin (Nurse Tyler)
- Jeffrey Doornbos (Mitch)
- Elizabeth Bogush (Gia)
- Dondre T. Whitfield (Oliver)
- Jason Gray-Stanford (Josh)
- Jacy King (Whitney)
- Cade Owens (Nathan)
- John Henry Canavan (Stewart)
- Nick Armstrong (Dave)
- Josh Randall (William)
- Billy Wood (code nurse)
- Payton Silver (Dr Knox)
- Ariel Felix (C.T. booth tech)
- Linda Klein (Scrub Nurse Linda)

### Épisode 16:Responsable… ou pas
- États-Unis /  Canada : 24 février 2011 sur ABC / CTV
- Suisse : 4 août 2011 sur TSR1
- Belgique : 10 septembre 2011 sur RTL TVI
- Québec : 28 janvier 2012 sur Radio-Canada
- France : 8 février 2012 sur TF1

- États-Unis : 9,13 millions de téléspectateurs[41] (première diffusion)
- Canada : 2,235 millions de téléspectateurs[42] (première diffusion)
- France : 6,81 millions de téléspectateurs

- Peter MacNicol (Dr Robert Stark)
- Loretta Devine (Adele Webber)
- Nancy Travis (Allison Baker)
- Laura Breckenridge (Julia)

Le titre "Not Responsible" est soit une chanson de Tom Jones sortie en 1967 ou soit une chanson d'Helen Shapiro sortie en 1990.

### Épisode 17:Inventer de nouvelles règles
- États-Unis /  Canada : 24 mars 2011 sur ABC / CTV
- Suisse : 11 août 2011 sur TSR1
- Belgique : 17 septembre 2011 sur RTL TVI
- Québec : 4 février 2012 sur Radio-Canada
- France : 8 février 2012 sur TF1

- États-Unis : 10,28 millions de téléspectateurs[43] (première diffusion)
- Canada : 2,629 millions de téléspectateurs[44] (première diffusion)
- France : 6,5 millions de téléspectateurs

- Scott Foley (Henry)
- Rachael Taylor (Dr Lucy Fields)
- Peter MacNicol (Dr Stark)
- Loretta Devine (Adele)
- Daniel Sunjata (Eli)
- Marina Sirtis (Sonya)
- Pej Vahdat (Tarik)
- Colleen McDermott (Clara)
- Rick Peters (Sean)
- Denice Sealy (E.R. Nurse)
- Gordon James (Desk Nurse)
- Payton Silver (Dr Knox)

### Épisode 18:Aimer, prier, chanter
- États-Unis /  Canada : 31 mars 2011 sur ABC / CTV
- Suisse : 11 août 2011 sur TSR1
- Belgique : 17 septembre 2011 sur RTL TVI
- France : 8 février 2012 sur TF1
- Québec : 11 février 2012 sur Radio-Canada

- États-Unis : 13,09 millions de téléspectateurs[45] (première diffusion)
- Canada : 3,178 millions de téléspectateurs[46] (première diffusion)
- France : 6,1 millions de téléspectateurs

- Kate Walsh (Addison Montgomery)
- Rachael Taylor (Dr Lucy Fields)
- Daniel Sunjata (Eli)
- Scott Foley (Henry)
- Payton Silver (Dr Knox)

- Chasing Cars de Snow Patrol (S02E27) : Sara Ramirez, Kevin McKidd et Chandra Wilson
- Breathe d'Anna Nalick (S02E17) : Chyler Leigh
- How We Operate de Gomez (S02E26) : Kevin McKidd
- Wait de Get Set Go (S01E02) : Chandra Wilson
- Running on Sunshine de Jesus Jackson (S03E02) : Sara Ramirez, Daniel Sunjata, Kevin McKidd, Scott Foley, Justin Chambers, puis Chandra Wilson, Kim Raver, Jessica Capshaw, Chyler Leigh, Ellen Pompeo
- Universe and U de KT Tunstall (S02E26) : Jessica Capshaw et Sara Ramirez
- Grace de Kate Havnevik (S02E27) : Sara Ramirez
- How to Save a Life de The Fray (S02E21) : Tout le monde sauf Patrick Dempsey
- The Story de Brandi Carlile (épisode spécial saison 3) : Sara Ramirez

Épisode musical Grey's Anatomy : The Music Event.

### Épisode 19:Guérir ensemble
- États-Unis /  Canada : 28 avril 2011 sur ABC / CTV
- Suisse : 18 août 2011 sur TSR1
- Belgique : 24 septembre 2011 sur RTL TVI
- France : 15 février 2012 sur TF1
- Québec : 18 février 2012 sur Radio-Canada

- États-Unis : 10,67 millions de téléspectateurs[47] (première diffusion)
- Canada : 2,392 millions de téléspectateurs[48] (première diffusion)
- France : 7,3 millions de téléspectateurs

- Scott Foley (Henry)
- Peter MacNicol (Dr Stark)
- Loretta Devine (Adele)
- Doris Roberts (Gladys)
- James Tupper (Andrew Perkins)
- Newell Alexander (Ed Beckert)
- Maurice Whitfield (Cop)
- T'Shaun Barrett (Jon)
- Anne Leyden (Pharmicist)
- Linda Klein (Scrub Nurse Linda)

### Épisode 20:Là où on doit être
- États-Unis /  Canada : 5 mai 2011 sur ABC / CTV
- Suisse : 18 août 2011 sur TSR1
- Belgique : 24 septembre 2011 sur RTL TVI
- France : 15 février 2012 sur TF1
- Québec : 25 février 2012 sur Radio-Canada

- États-Unis : 10,11 millions de téléspectateurs[49] (première diffusion)
- Canada : 2,405 millions de téléspectateurs[50] (première diffusion)
- France : 6,8 millions de téléspectateurs

- Peter MacNicol (Dr Stark)
- James Tupper (Andrew Perkins)
- Denis Arndt (Colonel Robbins)
- Hector Elizondo (Carlos Torres)
- Gina Gallego (Lucia Torres)
- Judith Ivey (Barbara Robbins)

### Épisode 21:S'adapter ou mourir
- États-Unis /  Canada : 12 mai 2011 sur ABC / CTV
- Suisse : 25 août 2011 sur TSR1
- Belgique : 1er octobre 2011 sur RTL TVI
- France : 15 février 2012 sur TF1
- Québec : 3 mars 2012 sur Radio-Canada

- États-Unis : 9,63 millions de téléspectateurs[51] (première diffusion)
- Canada : 2,44 millions de téléspectateurs[52] (première diffusion)
- France : 6,3 millions de téléspectateurs

- Scott Foley (Henry)
- Rachael Taylor (Dr Lucy Fields)
- James Tupper (Andrew Perkins)
- Ochuwa Oghie (Lebo)
- Anehita Okojie (Abena)
- Wilmer Calderon (en) (Raul)
- Toni Torres (Annette)
- Anthony Keyvan (Miguel)
- Denice Sealy (Bronchosco Py Nurse)
- Janora McDuffie (social worker)
- Linda Klein (Scrub Nurse Linda)

### Épisode 22:Seule au monde
- États-Unis /  Canada : 19 mai 2011 sur ABC / CTV
- Suisse : 25 août 2011 sur TSR1
- Belgique : 1er octobre 2011 sur RTL TVI
- France : 15 février 2012 sur TF1
- Québec : 10 mars 2012 sur Radio-Canada

- États-Unis : 9,89 millions de téléspectateurs[53] (première diffusion)
- Canada : 1,67 million de téléspectateurs[54] (première diffusion)
- France : 5,6 millions de téléspectateurs

- Scott Foley (Henry)
- Rachael Taylor (Dr Lucy Fields)
- James Tupper (Andrew Perkins)
- Daniel Sunjata (Eli)
- Beverly Todd (Gilda Bix)

## Audiences aux États-Unis
| N° Épisode | Titre français               | Titre original                     | Chaîne | Date de diffusion originale | États-Unis (en millions de téléspectateurs) | Pdm sur les 18-49 ans |
| ---------- | ---------------------------- | ---------------------------------- | ------ | --------------------------- | ------------------------------------------- | --------------------- |
| 1          | Renaissances                 | With You I’m Born Again            | ABC    | 23 septembre 2010           | 14,32                                       | 5,4/14                |
| 2          | Traitements de choc          | Shock to the System                | ABC    | 30 septembre 2010           | 12,53                                       | 4,6/12                |
| 3          | Des êtres étranges           | Superfreak                         | ABC    | 7 octobre 2010              | 12,75                                       | 4,6/13                |
| 4          | En milieu hostile            | Can't Fight Biology                | ABC    | 14 octobre 2010             | 12,11                                       | 4,6/12                |
| 5          | Comme des grands             | Almost Grown                       | ABC    | 21 octobre 2010             | 10,97                                       | 4,0/11                |
| 6          | En immersion                 | These Arms of Mine                 | ABC    | 28 octobre 2010             | 10,79                                       | 3,9/10                |
| 7          | Questions-réponses           | That's Me Trying                   | ABC    | 4 novembre 2010             | 11,92                                       | 4,3/12                |
| 8          | La pression monte            | Something's Gotta Give             | ABC    | 11 novembre 2010            | 11,13                                       | 4,0/11                |
| 9          | Garde de nuit                | Slow Night, So Long                | ABC    | 18 novembre 2010            | 11,46                                       | 4,3/11                |
| 10         | Phase critique               | Adrift and at Peace                | ABC    | 2 décembre 2010             | 11,02                                       | 4,0/10                |
| 11         | Tous des patients…           | Disarm                             | ABC    | 6 janvier 2011              | 11,64                                       | 4,2/11                |
| 12         | Des bases saines             | Start Me Up                        | ABC    | 13 janvier 2011             | 12,15                                       | 4,3/12                |
| 13         | Ne me quitte pas             | Don't Deceive Me (Please Don't Go) | ABC    | 3 février 2011              | 11,18                                       | 4,3/11                |
| 14         | Le Choix de Sophie           | P.Y.T. (Pretty Young Thing)        | ABC    | 10 février 2011             | 10,46                                       | 3,9/10                |
| 15         | 3600 secondes                | Golden Hour                        | ABC    | 17 février 2011             | 10,24                                       | 3,7/10                |
| 16         | Responsable… ou pas          | Not Responsible                    | ABC    | 24 février 2011             | 9,13                                        | 3,4/9                 |
| 17         | Inventer de nouvelles règles | This Is How We Do It               | ABC    | 24 mars 2011                | 10,28                                       | 3,7/10                |
| 18         | Aimer, prier, chanter        | Song Beneath the Song              | ABC    | 31 mars 2011                | 13,09                                       | 4,9/13                |
| 19         | Guérir ensemble              | It's a Long Way Back               | ABC    | 28 avril 2011               | 10,67                                       | 3,7/9                 |
| 20         | Là où on doit être           | White Wedding                      | ABC    | 5 mai 2011                  | 10,11                                       | 3,5/10                |
| 21         | S'adapter ou mourir          | I Will Survive                     | ABC    | 12 mai 2011                 | 9,63                                        | 3,2/9                 |
| 22         | Seule au monde               | Unaccompanied minor                | ABC    | 19 mai 2011                 | 9,89                                        | 3,6/9                 |